# Anita Pachner
Anita Pachner ist eine deutsche Erziehungswissenschaftlerin.

## Leben
Nach dem Studium von 1997 bis 2003 der Diplom-Pädagogik mit Schwerpunkt Erwachsenenbildung und Arbeitswissenschaft/Betriebspädagogik an der Universität Eichstätt und der Universität zu Köln war sie von 2008 bis 2014 wissenschaftliche Assistentin an der TU Kaiserslautern, Fachgebiet Pädagogik, insbesondere Berufs- und Erwachsenenpädagogik bei Rolf Arnold. Nach der Promotion 2008 zur Dr. phil. an der LMU München bei Rudolf Tippelt, Frank Fischer und Hartmut Ditton war sie von 2019 bis 2021 Professorin für Erziehungswissenschaft mit dem Schwerpunkt Erwachsenenbildung/Weiterbildung an der Universität Tübingen. Seit dem 1. April 2021 ist sie Professorin für Lebenslanges Lernen an der Universität Eichstätt-Ingolstadt.
Ihre Forschungsschwerpunkte sind Begleitung lebenslangen Lernens, Kompetenzforschung: Validierung non-formal und informell erworbener Kompetenzen, Rekonstruktion von Selbstreflexionskompetenz, pädagogische Professionsforschung: erwachsenenpädagogische Professionalität, Lehrerfortbildung, Lehr-Lernforschung: selbstreguliertes und selbstgesteuertes Lernen, E-Learning, Blended-Learning, Digital unterstützte Lehr-Lernprozesse und internationale Bildungszusammenarbeit.

## Schriften (Auswahl)
- Entwicklung und Förderung von selbst gesteuertem Lernen in Blended-Learning-Umgebungen. Eine Interventionsstudie zum Vergleich von Lernstrategietraining und Lerntagebuch. Münster 2009, ISBN 978-3-8309-2231-5.
- mit Hans-Joachim Müller und Thomas Prescher (Hg.): Wissenschaft praktizieren – praktizierte Wissenschaft. Baltmannsweiler 2012, ISBN 3-8340-1142-8.